# Битка при Превеза
Вижте пояснителната страница за други значения на Битка при Превеза.
Битката при Превеза е първото от общо трите големи морски сражения в историята на 16 век.
Разиграва се на 28 септември 1538 г. на мястото на античната битка при Акциум, при Превеза. 
Обединените сили на Свещената лига (коалиция от европейски католически държави под егидата на папа Павел III) губят решителната битка срещу османската флота на Сюлейман Велики, под командването на капудан пашата Хайредин Барбароса.
Отзвукът от сражението оттеква в цяла Западна Европа. Османската империя излиза непобедима. На 28 септември 1538 г. османският флот под командването на Хайредин Барбароса печели най-славната си победа в историята, като 28 септември се отбелязва като ден на ВМС на Турция, в чест на тази категорична морска победа при Превеза.

## Значение
Битката извежда османската флота като господстваща морска сила в Средиземноморието.

## Други
- Битка при Джерба
- Битка при Лепанто